# Tasiocera cascadensis
Tasiocera cascadensis là một loài ruồi trong họ Limoniidae. Chúng phân bố ở miền Australasia.